# Samson (1961)
Samson is een Poolse oorlogsfilm uit 1961 onder regie van Andrzej Wajda.

## Verhaal
De Joodse student Jakub Gold doodt per ongeluk een medestudent tijdens een ruzie. Hij belandt in de gevangenis en komt pas vrij aan de vooravond van de Tweede Wereldoorlog. Al gauw komt hij terecht in een getto. Zijn hele leven lang verzet hij zich tegen het noodlot. Omdat hij niet wil sterven vanwege zijn Joodse afkomst, offert hij zichzelf op voor iemand anders en sterft hij uiteindelijk als een held.

## Rolverdeling
| Acteur             | Personage                    |
| ------------------ | ---------------------------- |
| Serge Merlin       | Jakub Gold                   |
| Alina Janowska     | Lucyna                       |
| Elzbieta Kepinska  | Kazia                        |
| Jan Ciecierski     | Józef Malina                 |
| Tadeusz Bartosik   | Pankrat                      |
| Wladyslaw Kowalski | Fialka                       |
| Irena Netto        | Moeder van Jakub             |
| Beata Tyszkiewicz  | Stasia                       |
| Jan Ibel           | Genio                        |
| Bogumil Antczak    | Gevangene                    |
| Edmund Fetting     | Gast op het feest van Lucyna |
| Roland Glowacki    | Gast op het feest van Lucyna |
| Andrzej Herder     | Gestapo-officier             |
| Zygmunt Hübner     | Gestapo-officier             |
| Zofia Jamry        | Afperser                     |